# 倫敦聖三一學院
倫敦聖三一學院（Trinity College London，或稱TCL）是一個包含音樂、戲劇、藝術及英語等學門的考試機構。最值得留意的是，倫敦聖三一學院是舞蹈和戲劇獎計畫中專業表演藝術課程的頒發機構。每年，全球超過60個國家的學生應考倫敦聖三一學院的考試。
倫敦聖三一學院在1877年開始提供音樂外部考試，後來擴大到其他表演藝術的範疇。 2004年，市政廳音樂及戲劇學院負責處理外國考試的部門與倫敦聖三一學院的表演藝術科考試部門合併，成為聖三一市政廳（Trinity Guildhall），為身處英國以外的學生提供表演和教學資格的考試，如音樂、演講、戲劇和舞蹈。除了一至八級的考試外，倫敦聖三一學院為音樂提供三個級別的文憑考試，分別是初級文憑（Associateship, ATCL），專業文憑（Licentiateship, LTCL）和院士文憑（Fellowship, FTCL）。聖三一市政廳還提供了其他表演和教學資格，如演講及戲劇、舞蹈等。
第一個世界性的英語學習和教學評估由倫敦聖三一學院於1938年開辦。倫敦聖三一學院亦向非英語為母語的學生及教師提供Trinity College London ESOLt的英語證書考試。

## 表演藝術考試

### 音樂考試
參加音樂考試的考生可以選擇應考很多種不同的樂器。每一種樂器幾乎都有九個級別，從初到八級。音樂考試的總分是100。60是合格分數。低於60分就標誌著「失敗」。大於等於75分是「優秀」，也是代表「Merit」。大於等於87分便是「特別優秀」，相等於「Distinction」。雖然有些學生隨著學習進度而參加每一級考試，但申請參加比較高級別的考試並不需要通過前面較低的級別的考試。

#### 樂器考試
這些是目前為止考生們最常參加的考試，針對超過35種不同的樂器。這些測驗由四部分組成：
- 固定曲目： 學生需要演奏三首他練習過的而且能演奏好的曲子。曲目是有選擇空間的，學生必須從三組曲子中各選一首。對於有些樂器來說，曲目的選集已被出版成一本書，這些可供選擇的曲目會定期改變。
- 音階：學生需要演奏音階、琶音及分解和弦，詳細範圍取決於考生參與的考試級別。

考生可以選擇從下列項目中選擇其中兩項作為考試的部分：
- 視奏： 學生會收到一首自己從未見過的旋律，然後在30秒的讀譜時間後嘗試演奏，最後他要盡其所能演奏好。
- 即興演奏：這項測試評估考生是否擁有流暢，連貫及創造性的即興表演能力，考生必須從三個選項（風格、主題、和聲）中選擇如何即興表演。
- 聽力測試：考生必須傾聽考官所彈奏的樂曲並回答相關問題。考生可能需要唱出考官所彈奏的音符，擊掌拍出樂曲的節奏或者說出考官演奏了什麼樣的和弦等等。
- 音樂知識測試（一至五級）：考官會在考試中向考生提出五個問題，這些問題考驗了考生對所演奏的樂曲的理解，包括對樂譜和樂器的了解。

#### 樂理考試
這些是有關樂理的筆試，考生在特定日期到指定地點參與考試，內容包括對音樂歷史、樂譜及樂器的了解。考生並不一定要接受樂理考試才可應考其他考試。

### 戲劇與舞台表演考試
戲劇與演講文憑
舞蹈教學文憑（兒童和青少年）
當代舞初級文憑
專業表演藝術文憑

### 視覺藝術考試
倫敦聖三一學院與英國藝術委員會為身處英國的考生提供關於視覺藝術的評審。

## 其他考試
英國簽證的安全英語考試（Secure English Language Tests, SELT）
英語口語考試（Graded Examinations in Spoken English, GESE）
綜合英語技能（Integrated Skills in English, ISE）
其他語言用家使用英語生活技能（ESOL (English to Speakers of Other Languages) Skills for Life (Qualifications & Credit Framework)）
倫敦聖三一學院之星：英語青年演員獎（Trinity Stars: Young Performers in English Award）

## 考試曲目作曲家
大衛·赫斯
珍·福克納
馬爾科姆·鮑爾
米高·斯堅拿